# مسجد الحكيم
مسجد الحكيم هو أحد أقدم المساجد في أصفهان، إيران. تم الانتهاء منه في منتصف القرن السابع عشر، في عصر الدولة الصفوية، وقد سمي على اسم حكيم محمد داود خان (طبيب المحكمة) الذي موّل البناء.

## معرض الصور

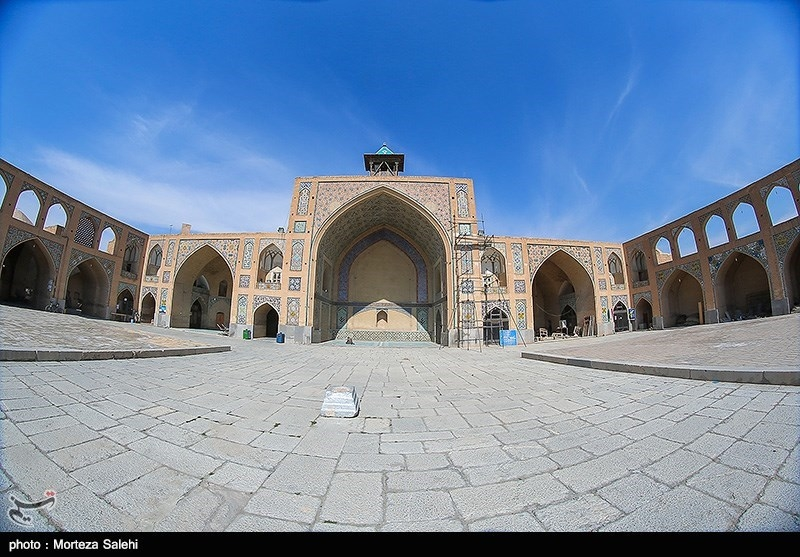
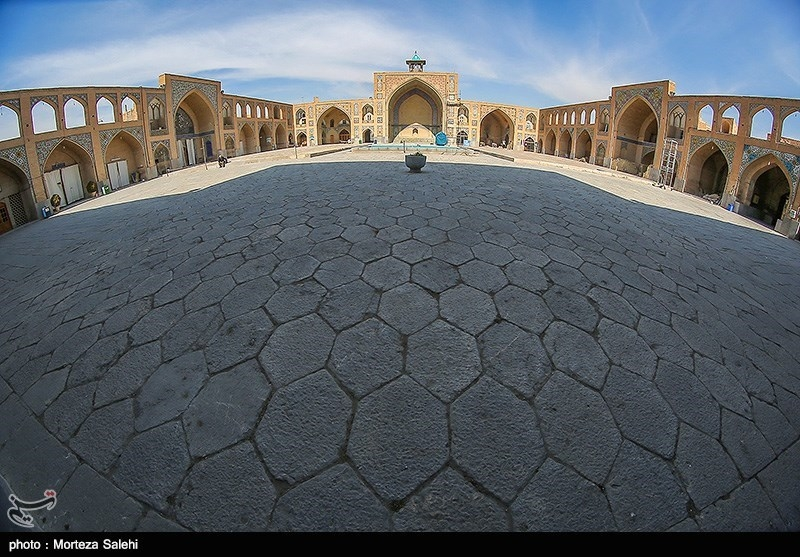
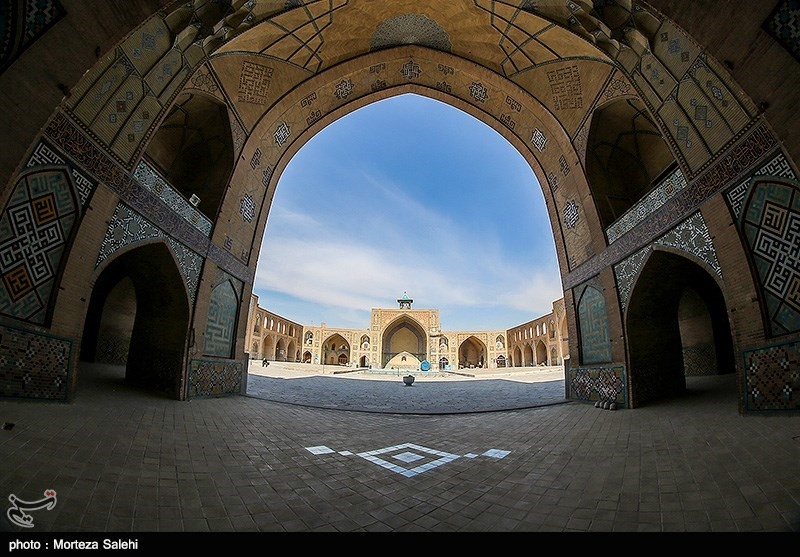
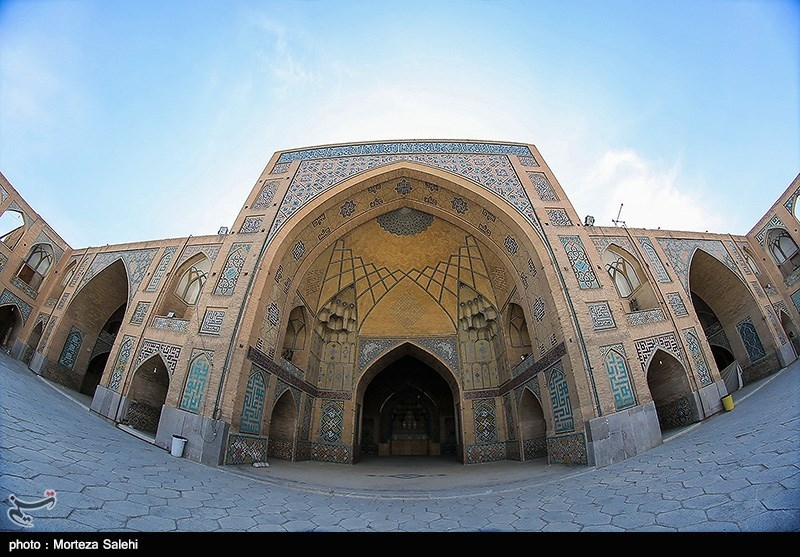
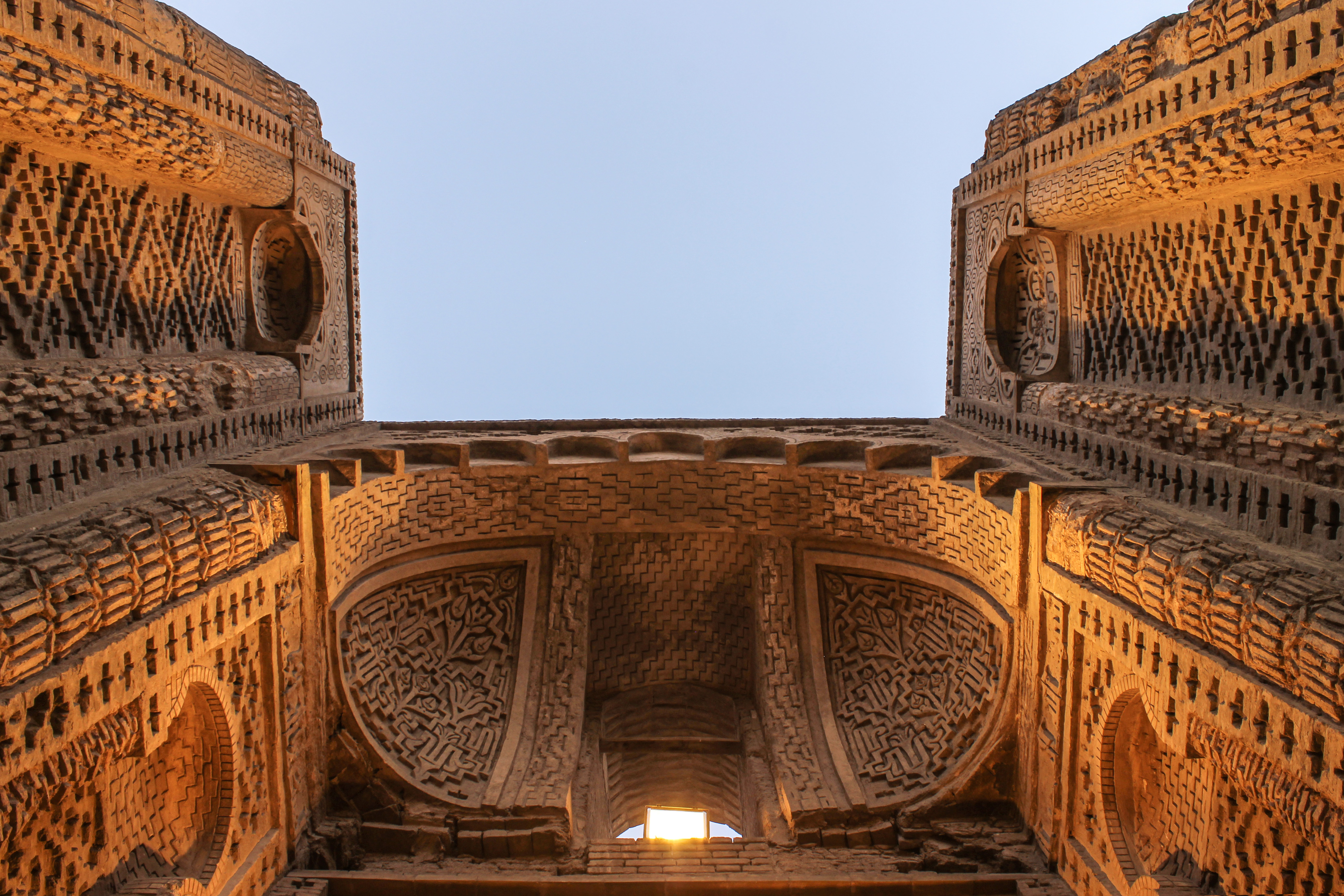
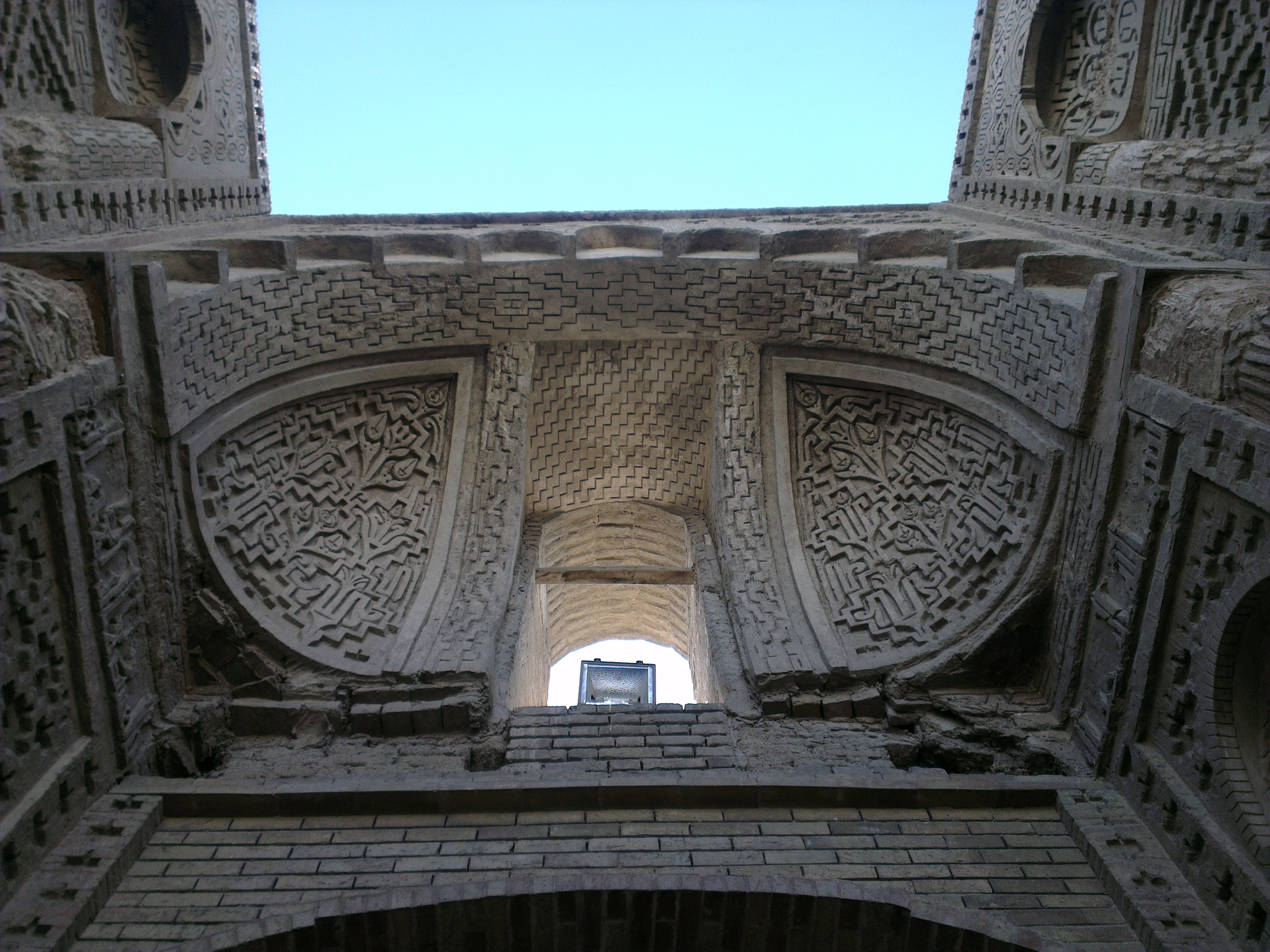
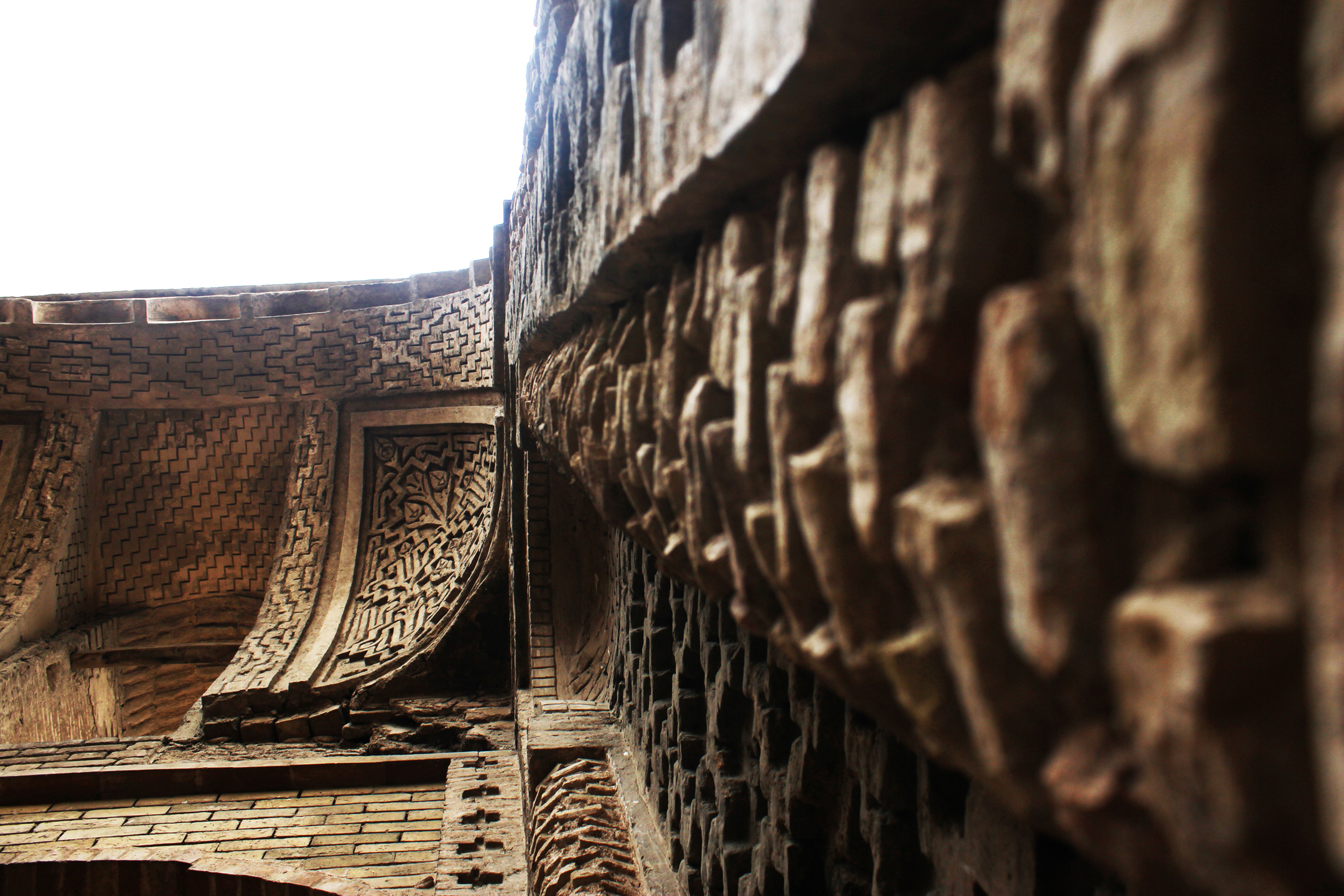
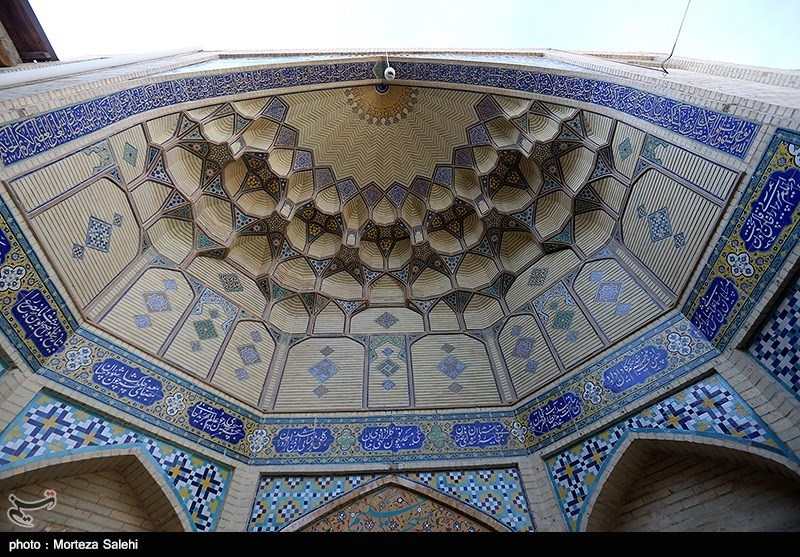